# 小谷真生子のKANDAN
小谷真生子のKANDAN（こたにまおこのかんだん）は、2005年10月2日から2014年3月30日まで放送されていた、BSジャパンのインタビュー番組である。

## 概要
- 元々は小谷真生子がキャスターを務めているテレビ東京の番組『ワールドビジネスサテライト』のシリーズインタビュー「KANDAN 人生の達人たち」がベースで、2005年に独立した番組としてBSジャパンにチャンネルを移して放送を開始した。
- 小谷が日本を代表する企業、経済団体のトップにインタビューし、経営論からプライベート、人生論等をたっぷりと語り明かし、それを2週に分けて放送する。なお、ワールドビジネスサテライトでも放送に先駆け隔週木曜日にダイジェスト版「FORECAST 〜景気を語る」が放送されていた。後に「リーダーズインタビュー」と改題して放送されている。
- ナレーションも小谷自身によるものだが、ごく稀に松丸友紀や白石小百合などのテレビ東京の女子アナウンサーが担当している場合もある。
- 番組内のBGMはジャズを中心として、イージーリスニング系の音楽が使用されている。
- 2013年10月13日放送分と10月20日放送分は番組の終わりに次回の予告がなく、提供表示後にブラックアウトする形で番組が終了した。これは10月20日と27日はみずほ証券が放送予定であったが、みずほフィナンシャルグループのみずほ銀行が暴力団関係者への融資を放置していた問題によって、放送が自粛されたためである。そのため放送の最後に次回の予告がない状態となっていた。結果、10月20日と27日はセレクションファイルが再放送された。結局、みずほ銀行の放送回はお蔵入りとなった。後年2016年2月12日に放送された同じく小谷がキャスターを務める『BSニュース　日経プラス10』で頭取が番組に出演し、別番組ではあるが、対談が実現した。
- 収録は隔週火曜日となっており、収録日から12～24日後に前編が放送され、後編は31日後に放送される。
- 番組は終了したが2018年6月29日に放送された『BSニュース　日経プラス10』にて小谷が中央区京橋にある旭硝子のショールームに訪問し，旭硝子の島村琢哉社長との対談がこの番組のテイストで特集された。

## スタッフ
プロデューサー
- 越栄敦彦（テレビ東京）
- 田之頭洋一（オフィス・トゥー・ワン）
- 藤原康正（オフィス・トゥー・ワン）
- 安藤真帆（オフィス・トゥー・ワン）

制作
- BSジャパン、オフィス・トゥー・ワン